# الحركة الإسلامية لطلاب الهند
الحركة الإسلامية لطلاب الهند هي منظمة إسلامية محظورة من قبل الحكومة الهندية تم تشكيلها في عليكره في ولاية أتر برديش في أبريل عام 1977. وتهدف إلى «تحرير الهند» من التأثير الثقافي المادي الغربي وتحويل مجتمعها المسلم إلى العيش وفقًا لقواعد السلوك الإسلامية، وتصفها الحكومة الهندية بأنها منظمة إرهابية، وحظرتها في عام 2001، بعد وقت قصير من هجمات 11 سبتمبر. تم رفع الحظر في أغسطس 2008 من قبل محكمة خاصة، ولكن أعيد الحظر بواسطة قاضي القضاة في 6 أغسطس 2008 لأسباب تتعلق بـ «الأمن القومي» حسب ما قيل.
في فبراير 2019 مددت الحكومة الهندية الحظر المفروض عليها لمدة خمس سنوات أخرى تبدأ في 1 فبراير 2019 بموجب قانون «منع الأنشطة غير المشروعة».

## خلفية
في 25 أبريل 1977 تأسست الحركة في مدينة عليكرة بولاية أتر بدريش، وكان محمد أحمد الله صديقي رئيسًا مؤسسًا لها. وفي عام 1981 احتج نشطاء الحركة على زيارة زعيم منظمة التحرير الفلسطينية ياسر عرفات إلى الهند، واستقبلوه بالأعلام السوداء في نيودلهي، حيث أنهم كانوا يرون أن ياسر عرفات دمية غربية للعيش بسلام مع إسرائيل، في حين نظر كبار قادة الجماعة الإسلامية الهندية إلى عرفات كبطل للقضية الفلسطينية. كما دعمت الحركة الثورة الإيرانية عام 1979.